# 网球 (游戏)
《网球》是1984年首发于红白机的体育类游戏。游戏由任天堂开发第一部和岩崎技研工業合作開發（岩崎的電子遊戲開發業務於1986年12月Intelligent Systems公司成立後繼承）游戏在西方是18款NES首发游戏之一。游戏之后多次移植。

## 玩法
游戏支持单人或双人模式的单人或双人赛，玩家可以选择合作或者对战。游戏人工智能可调1到5级难度。角色马力欧担任裁判。

## 发行
Hudson Soft在1985年发行PC-88版游戏。游戏还以《Vs. Tennis》为题在任天堂对战系统街机上发行。任天堂1989年发行Game Boy移植版，2002年发行任天堂e-Reader版。
原版游戏还嵌入生活模拟游戏《动物森友会》，并作为聚会游戏《旋转瓦里奥》的小游戏之一。游戏红白机版分别于2006年和2013年登上Wii和Wii U的Virtual Console，Game Boy版登上任天堂3DS的Virtual Console。

## 外部連結
- 遊戲官方網站 （页面存档备份，存于）（日語）
- 红白机40周年纪念活动网站上的《网球 （页面存档备份，存于）》（日語）